# Talia Jackson
Pour les articles homonymes, voir Jackson.
 (mai 2021).
Si vous disposez d'ouvrages ou d'articles de référence ou si vous connaissez des sites web de qualité traitant du thème abordé ici, merci de compléter l'article en donnant les références utiles à sa vérifiabilité et en les liant à la section « Notes et références ».
Talia Jackson, née le 28 août 2001[réf. nécessaire] à Madison dans le Wisconsin (États-Unis), est une actrice et chanteuse américaine, connue pour son interprétation du rôle de Jade McKellan dans la série Netflix Bienvenue chez Mamilia.  

## Biographie
Elle est née le 28 août 2001[réf. nécessaire]. Ses parents sont Kelly Jackson, Trent Jackson[réf. nécessaire]. Elle est la sœur d'Armani Jackson[réf. nécessaire].

## Filmographie

### Télévision
- 2019-2021 : Bienvenue chez Mamilia : Jade McKellan
- 2019 : A Family Reunion Christmas
- 2021 : Awakened : Ora

### Cinéma
- 2021 : MVP : Angel